# École d'horlogerie et de mécanique de Saint-Imier
L'école d'horlogerie de Saint-Imier (Technicum cantonal de Saint-Imier de 1960 à 1975, École d'ingénieurs de Saint-Imier (EISI) de 1976 à 2004) a été fondée en 1866 dans une région - l'arc jurassien - et à une époque où l'industrie horlogère est en pleine expansion. Comme à Genève, La Chaux-de-Fonds et Besançon, il était important pour Saint-Imier d'avoir une école professionnelle pouvant former une main-d’œuvre qualifiée dans un processus de fabrication de plus en plus mécanique.

## Historique
Fondée comme École d’horlogerie en 1866 à l'initiative de la Société jurassienne d'émulation, la première volée de cette école professionnelle compte 3 élèves. L'âge minimal d'admission a été fixé à 14 ans révolus. 
Elle complète son enseignement en 1896 en créant une école de mécanique. En 1914, les élèves les plus doués sont invités à poursuivre leurs études dans une nouvelle division technique, menant au diplôme de technicien. 
En 1934, la crise horlogère fait sentir ses effets et l'effectif passe de 110 à 56 élèves. En 1935 s'ouvre une section d'électricité dont les activités sont orientées vers le courant faible.
Le canton de Berne et l'Office fédéral de l’industrie, des arts et métiers et du travail (OFIAMT) décident de cantonaliser l'école en 1959 qui devient « Technicum cantonal de Saint-Imier, école technique supérieure jurassienne » en 1961. Le Technicum prend le nom d´École d'ingénieurs de Saint-Imier (EISI) en 1976 sur décision du Grand Conseil bernois.
En parallèle de l'école d'ingénieurs, l'École des métiers (renommée Lycée technique en 2001) occupe le même bâtiment et offre des formations pratiques.
L'EISI rejoint la Haute École spécialisée bernoise (HES-BE) en 1998, puis fusionne avec l'École d'ingénieurs cantonale neuchâteloise (EICN) en 2004 pour devenir l'École d’Ingénieurs de l’Arc jurassien (EIAJ).
Cette école d'ingénieurs rejoint finalement la Haute école spécialisée de Suisse occidentale nouvellement créée en intégrant en 2005 la Haute École Arc ingénierie à Neuchâtel.

## Offre de formation
- Horlogerie
- Mécanique (1896)
- Électricité (1935)
- Micro-mécanique (1965)
- Électronique (1978)
- Informatique (1990)

L'atelier d'horlogerie est fermé en 1983.

## Lieux de formation
- Saint-Imier de la fondation de l'école à 1997 (bâtiment de l'école construit en 1901)
- Neuchâtel avec sites à Saint-Imier et au Locle et antenne à Delémont depuis 2005Bâtiment de la Haute École Arc à Saint-Imier

### Fonds d'archives
- Fonds : École d'horlogerie Saint-Imier (1865-1978) [29 boîtes, 23 registres Photographies: 235 tirages Bibliothèque: 75 titres].  Cote : CH-001534-8 ECOLIE. Saint-Imier : Mémoires d'Ici (présentation en ligne).